# Hans-Helmut Hunger
Hans-Helmut Hunger (* 20. August 1920; † 7. April 2014) war ein deutscher Komponist und Generalmusikdirektor. 

## Laufbahn
Hans-Helmut Hunger war bis 1959 Leiter des Zentralen Orchesters der Nationalen Volksarmee im Dienstgrad Oberst.
Anschließend leitete er das Zentrale Musikkorps der FDJ und der Pionierorganisation Ernst Thälmann der DDR (ZMK) von dessen Gründung am 26. August 1969 bis zu dessen Auflösung nach der Wiedervereinigung 1990. 
Hans-Helmut Hunger lebte bis zu seinem Tod am Falkenberg in Berlin-Bohnsdorf. Sein Grab befindet sich auf dem Friedhof Altglienicke.

## Wirken
Für das ZMK schuf Hans-Helmut Hunger viele Bearbeitungen von populären Titeln für den Klangkörper, wie etwa das Beatles-Medley „Remembrance“.
In dieser Zeit wurden auch unter seiner Leitung Tonträger eingespielt, wie 1973 die Langspielplatte „Singende Fanfaren“.

## Auszeichnungen
Hans-Helmut Hunger erhielt 1973 den Nationalpreis der DDR I. Klasse für Kunst, für seine Verdienste bei der Entwicklung des ZMK, insbesondere bei der Gestaltung der Eröffnungsveranstaltung der X. Weltfestspiele der Jugend und Studenten 1973 in Ost-Berlin.
1984 erhielt er erneut den Nationalpreis der DDR I. Klasse für Kunst, für die herausragende künstlerische und massenwirksame Gestaltung des Abschlusskonzerts zum „Nationalen Jugendfestival der DDR“-Verbandstreffen der FDJ.